# باركة (اسم)
بَارِكَة هو اسم علم مؤنث من أصل عربي، وجاء الاسم على صيغة الفاعل، ومعناه هو الواقعة على صدرها، والثابتة في المكان والمجتهدة والمواظبة على الأمر.